# Bad (canción de David Guetta)
«Bad» —literalmente en español: «Malo» y estilizada como «BAD»— es una canción coproducida por el disc jockey y Productor francés David Guetta y el dúo holandés Showtek, con la colaboración de la cantante australiana Vassy; incluida en el primer extended play, Lovers On The Sun y en el sexto álbum de estudio de Guetta, Listen. El dúo canadiense Sultan + Ned Shepard participó en la composición de la canción. En la canción se utilizó el recurso del auto tune en las voces de Vassy.
Fue lanzada el 14 de marzo de 2014, como descarga digital por el sello Jack Back Records. En el Reino Unido, se lanzó el 6 de abril de 2014 donde logró alcanzar el número 22 en la lista de sencillos. En Australia fue lanzada el 21 de abril obteniendo la quinta ubicación en la lista de sencillos. Por su parte, en los países escandinavos resultó ser un éxito, logrando el número uno en Finlandia y Noruega, mientras en Suecia alcanzó la segunda ubicación de su lista de sencillos recibiendo el disco de platino.

## Video musical
El video fue lanzado a Youtube el 10 de abril de 2014. Muestra una horda de zombis que atacan la ciudad, mientras que hay una chica de color piel verde que salva a un zombi en particular (que está enamorado) de la armada americana. El video musical es destacado al tener una relación con los videos musicales Thriller (canción) y Bad (canción de Michael Jackson) de Michael Jackson ya que los zombis bailan la misma coreografía del Thriller original y cuando la chica pinta sobre la pared la palabra "Bad", se aprecia que es la misma letra, estilo y color que el original de Jackson. El video musical es creado en animación.

## Lista de canciones
| Descarga digital |                           |          |  |
| N.º              | Título                    | Duración |  |
| 1.               | «Bad» (Radio edit)        | 2:50     |  |
| 2.               | «Bad» (Versión extendida) | 4:30     |  |

## Posicionamiento en listas y certificaciones
| Lista (2014)                            | Mejor posición |
| --------------------------------------- | -------------- |
| Alemania (Media Control AG)             | 19             |
| Australia (ARIA)                        | 5              |
| Austria (Ö3 Austria Top 40)             | 16             |
| Bélgica (Flandes) (Ultratop 50)         | 9              |
| Bélgica (Valonia) (Ultratop 50)         | 6              |
| Canadá (Hot 100)                        | 73             |
| Colombia (National Report Top Anglo)    | 3              |
| Colombia (Monitor Latino (Inglés))      | 1              |
| Corea del Sur (Gaon International)      | 1              |
| Dinamarca (Tracklisten)                 | 12             |
| Escocia (Scottish Singles Top 40)       | 8              |
| Eslovaquia (Radio Top 100 Chart)        | 42             |
| España (Top 100 Canciones)              | 42             |
| Estados Unidos (Hot Dance Club Songs)   | 45             |
| Estados Unidos (Dance/Electronic Songs) | 11             |
| Francia (SNEP)                          | 6              |
| Finlandia (OFC)                         | 1              |
| Hungría (Single Top 40)                 | 5              |
| Irlanda (IRMA)                          | 33             |
| Noruega (VG-lista)                      | 1              |
| Nueva Zelanda (Recorded Music NZ)       | 25             |
| Países Bajos (Dutch Top 40)             | 13             |
| Reino Unido (UK Singles Chart)          | 22             |
| Reino Unido (UK Dance Chart)            | 8              |
| República Checa (Radio Top 100 Chart)   | 47             |
| Suiza (Schweizer Hitparade)             | 39             |
| Suecia (Sverigetopplistan)              | 2              |
| Venezuela (Reportland Top 50)           | 8              |

| País           | Lista (2014)           | Posición | Ref.   |
| -------------- | ---------------------- | -------- | ------ |
| Alemania       | Media Control Charts   | 55       | [ 36 ] |
| Australia      | ARIA Singles Chart     | 59       | [ 37 ] |
| Austria        | Austrian Singles Chart | 46       | [ 38 ] |
| Bélgica        | Ultratop flamenca      | 36       | [ 39 ] |
| Bélgica        | Ultratop valona        | 51       | [ 40 ] |
| Dinamarca      | Tracklisten            | 22       | [ 41 ] |
| Estados Unidos | Dance/Electronic Songs | 24       | [ 42 ] |
| Países Bajos   | Nederlandse Top 40     | 49       | [ 43 ] |
| Suecia         | Sverigetopplistan      | 5        | [ 44 ] |

### Certificaciones
| País          | Organismo certificador | Certificación | Simbolización | Ventas  | Ref.          |
| ------------- | ---------------------- | ------------- | ------------- | ------- | ------------- |
| Australia     | ARIA                   | Platino       | ▲             | 70 000  | [ 45 ]        |
| Canadá        | Music Canada           | Oro           | ●             | 40 000  | [ 46 ]        |
| Corea del Sur | Gaon                   |               |               | 432 432 | [ 47 ] [ 48 ] |
| Italia        | FIMI                   | Platino       | ▲             | 30 000  | [ 49 ]        |
| México        | AMPROFON               | Oro           | ●             | 30 000  | [ 50 ]        |
| Reino Unido   | BPI                    | Plata         | ♦             | 200 000 | [ 51 ]        |
| Suecia        | IFPI Suecia            | 2× Platino    | 2▲            | 80 000  | [ 52 ]        |

#### Sucesión en listas
| Anterior: «Summer» de Calvin Harris                 | The Official Finnish Charts — Sencillo Nro 1 18.ª semana de 2014 — 22.ª semana de 2014 | Siguiente: «Vadelmavene» de Kasmir               |
| Anterior: «Waves (Robin Schulz Remix)» de Mr. Probz | VG-lista — Sencillo Nro 1 16 de mayo de 2014 — 29 de mayo de 2014                      | Siguiente: «Younger (Kygo Remix)» de Seinabo Sey |